# Roberto Berríos
Monseñor Roberto Bernardino Berríos Gainza, (* Navidad, 1885-† San Felipe, 22 de julio de 1975),  fue fraile franciscano y Obispo de San Felipe. Está en proceso de beatificación en la Santa Sede.

## Primeros años de vida
Fue hijo de Pablo Marcial Berríos Vera y de Benigna Gaínza Jeria.

## Vida religiosa
Ingresó al Seminario Franciscano de Navidad, recibiendo sus hábitos en 1911 como fraile Franciscano de Órdenes Menores.

### Obispo
Fue nombrado obispo de San Felipe en Aconcagua en 1938, cargo que ejerció hasta 1957, durante 20 años, siendo el segundo Obispo, de la diócesis de San Felipe.
Como obispo de San Felipe fundó 25 parroquias durante su magisterio e invitó a distintas Congregaciones Religiosas a sumarse a la actividad pastoral de su diócesis: Religiosas Mercedarias, las Hermanas Franciscanas Cooperadoras Parroquiales y las Hermanas del Amor Misericordioso. 
A pesar de su jerarquía episcopal, nunca dejó de misionar por las tierras de Colchagua: en Nilahue, Pumanque, La Estrella, Marchigüe, Litueche y Navidad, a donde volvía cada año en sus vacaciones a reencontrarse pastoralmente con su gente y a consagrar muchas parroquias y en especial capillas marchiguanas.

## Últimos años de vida
En 1957 fue nombrado Arzobispo titular de Anastasiópolis hasta 1970, fecha en que fue nombrado Obispo Emérito de San Felipe.
Falleció santamente en San Felipe, el 22 de julio de 1975, fue sepultado en la cripta de la Catedral de San Felipe. Y desde julio de 1997, descansan sus restos en el Convento de Curimón.

## Proceso de beatificación
En julio de 1978, con las debidas licencias del Arzobispo-Obispo de San Felipe Monseñor Francisco de Borja Valenzuela, comienza el proceso de postulación de su Beatificación, la cual actualmente está en la segunda etapa. Muchos han sido sus milagros. Cada 22 de julio se realiza una Misa Concelebrada, por el sensible fallecimiento de Monseñor Berríos, a las 12 horas en el Convento Franciscano de Curimón.